# Parque nacional Patuca
El Parque nacional Patuca es un parque nacional en Honduras. Se estableció el 1 de enero de 1999 y abarca una superficie de 3755,84 kilómetros cuadrados. Se localiza en las cercanías de la ciudad de Catacamas en el departamento de Olancho. No se sobrepasa los 1800 metros sobre el nivel del mar. Posee Bosques latifoliados, Bosques mixtos y Bosques de coníferas. Es importante además porque ofrece espacio para la protección de varias especies en peligro de extinción.